# SN 2001dj
SN 2001dj – supernowa typu II-pec odkryta 29 lipca 2001 roku w galaktyce NGC 180. W momencie odkrycia miała maksymalną jasność 17,90m.